# Brissago-Valtravaglia
Brissago-Valtravaglia (lombardul: Brissagh-Valtravaja) település Olaszországban, Varese megyében. Lakosainak száma 1273 fő (2023. január 1.). Brissago-Valtravaglia Brezzo di Bedero, Duno, Germignaga, Luino, Mesenzana, Montegrino Valtravaglia és Porto Valtravaglia községekkel határos.

## Népesség
A település népességének változása:
| Lakosok száma | 1231 | 1226 | 1273 |
|               | 2017 | 2018 | 2023 |